# Agnar Strandberg
Agnar Henning Teodor Strandberg, född 24 maj 1869 i Stockholm, död 27 september 1900 i Castellammare vid Neapel, var en svensk jurist, målare, tecknare och grafiker.
Han var son till kanslisekreteraren Paul Reinhold Strandberg och Helena Petronella Nygren och från 1896 gift med Gertrud Maria Bergh. Efter en tids studier vid Uppsala universitet upptäcktes hans enastående sångarbegåvning och han rekommenderades att studera vid Operan. Efter en tids sångstudier uppdagades ett svårartat hjärtfel som skulle leda till att han inte skulle kunna arbeta som operasångare. Han återvände då till Uppsala där han avlade hovrättsexamen och var därefter anställd några år i Civildepartementet. Sjukdomen förvärrades och för att söka bot reste han 1899 till Italien där han fortsatte sina i Stockholm påbörjade målarstudier. Under sin tid i Stockholm var han privatelev i grafik för Axel Tallberg. Hans konst består till stor del av etsningar i linjemaner.